# Desert Storm Records
Desert Storm Records ist ein amerikanisches Hip-Hop-Plattenlabel. Es wurde 1998 von DJ Clue in New York gegründet. Das Label ist derzeit (2009) im Besitz von Def Jam.
Insgesamt gehören zwölf Künstler dem Label an.

## Künstler
- Rhea
- Fabolous
- Mike Shorey
- DJ Clue
- DJ Envy
- Magno
- Paul Cain
- Red Cafe
- M.A.P.
- Yung Texxus
- Spark Dawg
- Ka$h

## Ehemalige Künstler
- Joe Budden
- Ransom
- Freck Billionaire
- Hitchcock
- Thara
- Stack Bundles

## Diskografie
- Fabolous – Ghetto Fabolous (2001)
- Fabolous – Street Dreams (2003)
- DJ Envy – Block Party Volume 1 (2003)
- Fabolous – Real Talk (2004)
- Fabolous – From Nothin' to Somethin (2007)